# 安娜希塔星
小行星270（270 Anahita）是一颗围绕太阳公转的小行星。1887年10月8日，克里斯蒂安·亨利·弗里德里希·彼得斯在紐約克林顿區利奇菲爾德天文台（Litchfield Observatory）發現此天体。
該小行星以波斯神话中司江河的女水神阿娜希塔命名。
这颗小行星的绝对星等为8.75等。

## 相关條目
- 小行星列表/10001-11000

## 外部連結
- Asteroid Lightcurve Database (LCDB) （页面存档备份，存于）, query form (info （页面存档备份，存于）)
- Dictionary of Minor Planet Names, Google books
- Discovery Circumstances: Numbered Minor Planets (10001)-(15000) （页面存档备份，存于） – Minor Planet Center
- 安娜希塔星 at AstDyS-2, Asteroids—Dynamic Site
  - Ephemeris · Observation prediction · Orbital info · Proper elements · Observational info
- NASA JPL小天體瀏覽器上的安娜希塔星

| 前一小行星： 小行星269 | 小行星列表 | 後一小行星： 小行星271 |